# Protobułgarzy
Protobułgarzy, również Prabułgarzy, Pierwsi Bułgarzy, Starożytni Bułgarzy, Huno-Bułgarzy (bułg. прабългари, протобългари, първобългари, древни българи, хуно-българи) – lud koczowniczy pochodzenia huńskiego, który pomiędzy V a VII wiekiem zamieszkiwał stepy nadczarnomorskie.
Pierwotne siedziby Prabułgarów są lokalizowane w Azji Centralnej lub na Syberii. Pomiędzy II a IV wiekiem przywędrowali oni na Zakaukazie, skąd po wtargnięciu Hunów do Europy Środkowej pod koniec IV wieku rozprzestrzenili się na terenach od Kubania po Dniestr. W ciągu V wieku na tych terenach uformowały się dwa silne protobułgarskie związki plemienne Utigurów i Kutigurów. Ci ostatni zasłynęli w pierwszej połowie VI wieku z groźnych wypraw przeciw Bizancjum. Ziemie Protobułgarów, nazwane przez historyków bizantyńskich Wielką Bułgarią, pod koniec VI wieku znalazły się przejściowo pod zwierzchnictwem Turkutów i Awarów. Około 630 roku chan protobułgarski Kubrat wyzwolił się spod tej podwójnej zależności i zjednoczył na okres jednego pokolenia ziemie zamieszkane przez Protobułgarów w jednym ręku. Po śmierci Kubrata około 665 roku jego państwo rozpadło się pod uderzeniem Chazarów. Część Protobułgarów przyjęła zwierzchnictwo chazarskie, część wywędrowała na północ w rejon środkowej Wołgi, gdzie utworzyła z czasem Bułgarię Kamską, natomiast inna część pod wodzą Asparucha utworzyła nad Dunajem państwo bułgarskie.

## Pochodzenie
Pochodzenie Prabułgarów jest przedmiotem sporów. Pierwotne siedziby Protobułgarów lokalizuje się różnie: u podnóża Ałtaju, na terenie południowego Uralu lub w zachodniej Syberii, w dolinie Irtyszu. Zakłada się, że w okresie pomiędzy II a połową IV wieku Protobułgarzy przemieścili się do basenu morza Azowskiego i Kaspijskiego – nie wiadomo, czy w masie plemion huńskich wędrujących na zachód ku Europie, czy też samodzielnie. Zwolennicy tej drugiej koncepcji przyjmują, że dopiero w połowie IV wieku na Zakaukaziu doszło do zetknięcia się Protobułgarów z Hunami i przesiedlenia się części z nich pod wodzą Wunda do Armenii. W trakcie trwających kilka stuleci wędrówek niewątpliwie doszło do zmieszania elementów wywodzących się po części z Azji centralnej, z Mongolii i z Iranu, z silnymi elementami alańskimi i sarmackimi. Niewątpliwie pod koniec IV wieku Protobułgarzy pojawili się na stepach nadczarnomorskich i u boku Hunów w różnych rejonach Europy środkowej.

## Wczesne dzieje Protobułgarów

### Pierwsze wzmianki
Nazwa Bułgar pochodzi od tureckiego bulgha – „mieszać się” i wskazuje na złożoność rasową Protobułgarów, stanowiących raczej federację plemion, niż jedno plemię. Słowo Bułgar jest nazwą utworzoną przez ludy sąsiadujące z Protobułgarami, oni sami nazywali siebie Ogurami. Po raz pierwszy nazwa etniczna Bułgarzy pojawia się w 354 roku.
Najstarsze informacje na temat Protobułgarów dotyczą Armenii za panowania króla Waharszaka, to jest z końca IV wieku. W historii Armenii, której autorstwo przypisywane jest Mojżeszowi Choreńskiemu (VIII-IX wiek), znajduje się informacja o plemieniu protobułgarskim, które osiadło w tym czasie w Armenii. Według autora księgi od imienia wodza protobułgarskiego Wkhundura Wunda nadano nazwę regionowi Wanand. Na innym miejscu ten sam autor napisał o zamieszkach plemiennych w północnym Kaukazie, w wyniku których wielu Protobułgarów oderwało się od sprzymierzonych z nimi plemion i wyemigrowało na żyźniejsze tereny na południe od Kogh. Wydarzenie to miało miejsce nieco później, za panowania Arszaka, syna Waharszaka.
Pochodząca z VII wieku rozprawa przypisywana ormiańskiemu geografowi Annaniaszowi Szirakaci przynosi informację, że Protobułgarzy zamieszkiwali tereny rozciągające się daleko od północnego krańca Nikopsis, położonego na wybrzeżu Morza Czarnego. Szirakaci rozróżnia wśród Protobułgarów 4 główne plemiona: Kupi-Bulgar, Duchi-Bulgar, Ogkundur-Bulgar oraz Kidar-Bulgar, z tym że w przypadku tych ostatnich chodzi na pewno o plemię huńskie – Kidarytów. Bizantyńskie źródła z tego okresu wyliczają na terenach położonych na północ od Morza Czarnego i Azowskiego, począwszy od przełomu V wiek i VI wieku, również 3 główne plemiona protobułgarskie: Kutigurów, Utigurów i Onogurów.
- Kutigurowie zamieszkiwali ziemie położone na zachód od Donu. Ich nazwa wywodzi się ze starotureckiego körtűrgűr, co oznacza: „wyróżniający się”, „dostojny”.
- Utigurowie zamieszkiwali na wschód od Kutigurów, między Donem i Kubaniem. Nazwa ich plemienia pochodzi od starotureckiego utighur, oznaczającego „ludzi pokrewnych, sprzymierzonych”.
- Siedziby Onogurów znajdowały się jeszcze dalej na wschód, nad Kubaniem. Turecka nazwa plemienia wywodzi się od słowa on-yghur i oznacza „10 sprzymierzonych plemion”[5].

Wśród badaczy pojawiają się jednak również głosy, uznające Protobułgarów za lud całkiem odrębny od trzech wyżej wymienionych.

### Protobułgarzy w V wieku
Pobyt Prabułgarów na stepach Nadczarnomorza i Zakaukazia stanowił moment przełomowy w ich rozwoju społecznym, gospodarczym i kulturalnym poprzez zetknięcie się plemion koczowniczych ze starą kulturą sarmackich Alanów. W połowie V wieku Protobułgarzy przyłączyli się do Hunów i innych koczowników, siejących spustoszenie w środkowej i zachodniej Europie. Wedle historyka Pawła Diakona (720-800) zaatakowali i zabili pierwszego króla Longobardów, Agelmunda, porwali też jego jedyną córkę. Niewiele później rozgromił ich następca Agelmunda – Lamissio. W 488 roku Teodoryk, król Ostrogotów, podczas najazdu na Italię starł się krwawo pod Sirmium z wojskami Protobułgarów i Gepidów. W bitwie zginął wódz protobułgarski Bazan, a Teodoryk sam zabił jednego z dowódców protobułgarskich, Libertema. Kasjodor, łaciński sekretarz Teodoryka, napisał o nich „Bulgari toto orbe terribiles” (Bułgarzy całemu światu straszni). Wcześniej, w 481 roku, Protobułgarzy pojawiają się też po raz pierwszy w dokumentach bizantyjskich, jako najemnicy cesarza wschodniego Zenona w walkach przeciw Teodorykowi.

## Wielka albo Stara Bułgaria

### Ekspansja Protobułgarów w VI wieku
Począwszy od VI wieku, na terenach zamieszkanych przez Protobułgarów, obejmujących stepy północno-kaukaskie, Kubań i znaczne obszary dzisiejszej Ukrainy powstają pierwsze organizmy państwowe. W źródłach bizantyjskich u Teofanesa (752-828), autora Chronografii, i Nicefora (750-829) państwa Protobułgarów na północnych wybrzeżach Morza Czarnego i Azowskiego noszą nazwę Wielkiej lub Starej Bułgarii. Obydwaj autorzy uważają ją za ustaloną i starą potęgę. Głównym miastem Wielkiej Bułgarii była Fanagoria nad Morzem Azowskim. Bizantyjczycy bacznie śledzili rozwój Wielkiej Bułgarii oraz innych na wpół barbarzyńskich potęg na północy Morza Czarnego. Historyk Zachariasz Scholastyk, biskup Mitylene (536-553), wspomina o misjach prowadzonych w tym rejonie dla nawracania Protobułgarów i Hunów i o nawróceniu władającego na Krymie huńskiego księcia Groda.
Aktywność Cesarstwa w tym regionie Europy nie uchroniła Bizancjum przed długim okresem najazdów protobułgarskich. W 499 roku Protobułgarzy po raz pierwszy najechali Trację. Odtąd najazdy powtarzały się co kilka lat. Dla obrony stolicy przed Protobułgarami cesarz Anastazjusz (491-518) wzniósł wokół Konstantynopola „długie mury”. W 517 roku Protobułgarzy dotarli aż do Termopil. Byli w oddziałach zbuntowanego generała bizantyjskiego Witaliana, który trzykrotnie, wspierany przez flotyllę łodzi, docierał do długich murów Konstantynopola, aż ostatecznie został odparty. W 529 roku najechali Dobrudżę, Mezję i Bałkany po Trację, w 530 Ilirię. W latach 539–540 doszli aż do Konstantynopola, wtargnęli do Grecji i przeprawili się do Azji Mniejszej. W 545 roku cesarz Justynian, próbując wzmocnić system obrony przed Protobułgarami, obdarował słowiańskich Antów ziemią na lewym brzegu Dunaju i nadał status foederati dla obrony przeciw Protobułgarom. Zezwolił również osiedlić się w Tracji części Kutigurów. Cesarz próbował też uwolnić się od niebezpieczeństwa protobułgarskiego przez wywołanie wojny pomiędzy chanem Kutigurów, Zaberganem, a chanem Utigurów, Sandalem. Ostatecznie skłócił obydwu władców, posyłając Sandalowi bogate dary, a pomijając Zabergana. Pomimo jednak wojny, jaka wybuchła pomiędzy dwoma państwami, Zabergan najechał w 559 Cesarstwo i obległ Konstantynopol, który z najwyższym trudem obronił stary wódz Belizariusz.

### Pod panowaniem Awarów i Turkutów
Kres najazdom protobułgarskim na Konstantynopol położyło pojawienie się w następnych latach nad Morzem Czarnym Awarów, którzy podbili zachodnie plemię Kutigurów. Jednocześnie znajdujące się bardziej na wschód państwo Utigurów zostało w latach 567-568 podbite przez Turkutów, którzy na przeciąg dwóch pokoleń utworzyli imperium od Turkiestanu po Don. Utigurowie pod panowaniem Turkutów wielokrotnie wzniecali powstania, w których wielu Protobułgarów utraciło życie. Natomiast Kutigurowie w znacznej liczbie wywędrowali wraz z Awarami najpierw nad dolny Dunaj, a ostatecznie, gdy Longobardowie w 568 roku opuścili Panonię, do Panonii. W 568 roku całe hordy Protobułgarów towarzyszyły królowi Longobardów Alboinowi w podboju północnej Italii. W 569 roku kagan awarski Bajan wysłał 10-tysięczny oddział protobułgarski przeciw Rzymianom w Dalmacji. W trakcie wyprawy Protobułgarzy zburzyli 40 grodów obronnych. W 596 roku generał bizantyjski Petros poniósł klęskę pod Anasamus nad Dunajem z rąk 6 tysięcy Protobułgarów. Po klęsce Awarów pod Konstantynopolem w 626 roku rozpadło się ich przymierze ze Słowianami naddunajskimi, a jednocześnie wybuchło powstanie Słowian w państwie awarskim. Część Protobułgarów panońskich podniosła wówczas bunt. Pokonani przez Awarów uciekli do Bawarii, skąd z kolei przegnał ich król Franków Dagobert (629-639). Ostatecznie 700 Protobułgarów pod wodzą księcia Altseka schroniło się w Italii. Król Longobardów Grimoald nadał im ziemię w Abruzzach w księstwie Benewentu.

### Szczyt potęgi

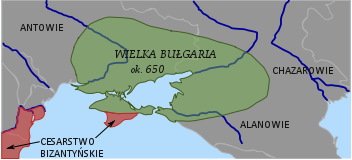
Wielka Bułgaria ok. 650 roku

Ponowne pojawienie się Protobułgarów, jako gospodarzy na swoich ziemiach nastąpiło w I połowie VII wieku, gdy zaczęło słabnąć państwo Awarów, a wielki Kaganat Turkutów chylił się ku upadkowi. W procesie tym wiodącą rolę odegrał związek plemienny Onogurów zwany też Hunno-Gundurami. Zjednoczenia Onogurów albo lepiej, idąc za etymologią nazwy Onogurów – 10 sprzymierzonych plemion, utworzenia związku, dokonał w początkach VII wieku chan Orchan z rodu Dulo. On to prawdopodobnie przybył w 619 roku wraz z rodziną i licznym orszakiem do Konstantynopola, gdzie został z wielkimi honorami przyjęty przez cesarza Herakliusza. Przyjął chrzest i otrzymał honorowy tytuł patrycjusza. Do swego kraju powrócił, jako przyjaciel i sprzymierzeniec Cesarstwa w walce z Awarami.
Następcą Orchana i twórcą największej potęgi Wielkiej Bułgarii był jego bratanek Kubrat (Kurt). Imiennik wymienia, przed wstąpieniem na tron Kubrata, jeszcze jednego władcę, rządzącego dwa lata syna namiestnika, Gostuna. Według tradycji Kubrat wychował się na dworze bizantyjskim w Konstantynopolu, być może, jako zakładnik, co było częstym obyczajem w tamtych czasach, i tam przyjął chrześcijaństwo. Kubrat w 632 roku zerwał więzy zależności od Türkütów, w 635 roku pokonał Awarów i rozszerzył obszar swego państwa o plemiona zależnych dotąd od Awarów Kutigurów. Stworzone przez niego państwo objęło ziemie zamieszkane przez Protobułgarów od Kubania do Dniepru. W okresie swoich rządów Kubrat pozostawał w przyjaznych stosunkach z Bizancjum cesarza Herakliusza, a potem jego syna Konstansa II. Współczesny wielkiego króla z dynastii Sasanidów Jezdegerda III (632-651) utrzymywał też żywe kontakty polityczne i kulturalne z Iranem. O rozmachu jego polityki świadczą stosunki handlowe i dyplomatyczne z wielkimi stolicami Chorezmu i Sogdiany w Azji Centralnej. Po śmierci Kubrata jego wielkie państwo rozpadło się około 660 roku pod uderzeniem Chazarów.

## Dalsze losy Protobułgarów

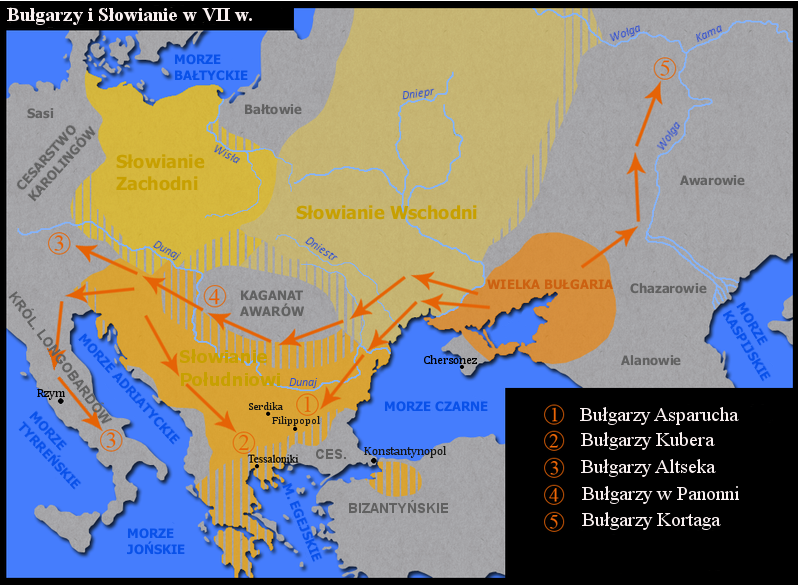
Wędrówki Protobułgarów pod koniec VII wieku

Według informacji podanych przez kronikarzy bizantyjskich z VIII wieku: Teofanesa i Nicefora Kubrat miał pięciu synów. Nie wiemy nic pewnego o sposobie w jaki podzielili się oni władzą w państwie po śmierci ojca. Jeśli nawet początkowo młodsi uznawali zwierzchnictwo najstarszego Batbajana, to nie trwało to długo. Imiennik chanów protobułgarskich podaje, że następca Kubrata, Bezmier, rządził 3 lata. Nawet jednak jeśli Batbajan rządził przez te lata samodzielnie to najazd Chazarów, niewątpliwie wszystko zmienił. Wedle kronikarzy bizantyjskich synowie Kubrata w większości opuścili ziemie Wielkiej Bułgarii:
- Jedynie najstarszy Batbajan (Bajan) pozostał na ziemiach przodków i przyjął zwierzchnictwo chazarskie,
- młodszy Kotrag uszedł w górę Donu.
- Trzeci z synów, Asparuch, przeszedł przez Dniepr i rozłożył się czasowo ze swymi ludźmi między Dnieprem a Dunajem.
- Czwarty syn, Kubrat, identyfikowany przez część historyków z Kuberem, przeszedł przez Karpaty i osiedlił się w Panonii, jako poddany kagana Awarów.
- Piąty, nieznany z imienia, dotarł ze swym plemieniem do Italii i osiedlił się w pobliżu Rawenny, jako poddany cesarza bizantyjskiego[14].

### „Bułgaria wewnętrzna”
Protobułgarzy, którzy wraz z Batbajanem uznali zwierzchność chazarską dali z czasem początek społeczności nazywanej „Bułgarią Wewnętrzną”. W X wieku w ruskich i bizantyjskich źródłach ludność zamieszkującą część wcześniejszej „Bułgarii Wewnętrznej” zaczyna być określana, jako Czarni Bułgarzy.

### Protobułgarzy Kamscy
Imię Kotrag, które przypisują źródła bizantyjskie drugiemu synowi Kubrata, jest najwyraźniej imieniem pochodzącym od nazwy plemienia Kutigurów, którzy zaznaczając swoją niezależność, gdy śmierć Kubrata wyzwoliła ich spod jego władzy, usunęli się na północ wzdłuż Wołgi. Pod koniec VII wieku dotarli do środkowej Wołgi w miejsce, gdzie wpada do niej Kama i tam założyli w X wieku państwo, Bułgarię Kamską. Stolica Bułgarii Kamskiej, Bułgar Wielki, była w wiekach XIII-XIV jednym ze znaczniejszych ośrodków handlowych w Europie. Kronika Nikona i inne źródła ruskie wspominają o licznych koloniach handlowych Protobułgarów, których identyfikuje, jako mahometan. W 1236 roku Protobułgarzy Kamscy zostali podbici przez Mongołów i włączeni do Złotej Ordy. W 1431 roku terytorium na południe od Kamy zostało włączone do Wielkiego Księstwa Moskiewskiego, na pozostałym obszarze powstał w roku 1438 Chanat Kazański, który w 1552 roku został przyłączony do Rosji. Współcześni Czuwasze i Tatarzy kazańscy sporo zawdzięczają pod względem etnicznym i kulturalnym tej grupie ludów protobułgarskich.

### Bułgaria naddunajska
Najznakomitszy spośród synów Kubrata miał być udział Asparucha. Z delty Dunaju podjął on w 680 roku próbę zajęcia terenów położonych po południowej stronie rzeki. Cesarz Konstantyn IV zorganizował w związku z tym wyprawę wojenną przeciwko niemu, ale armia bizantyjska poniosła klęskę i Bizancjum zmuszone zostało uznać oderwanie części swego terytorium pomiędzy Dunajem a Starą Płaniną i powstanie państwa bułgarskiego. Państwo zorganizowane przez Asparucha poprzez podporządkowanie Protobułgarom znacznie liczniejszej ludności słowiańskiej, zamieszkującej to terytorium, miało święcić w przyszłości wspaniałe triumfy. Natomiast Protobułgarzy, stosunkowo szybko, bo w przeciągu dwóch stuleci całkowicie się zeslawizowali i porzucili turecki język swych przodków. Wraz z Asparuchem przekroczyło Dunaj około 50 tysięcy Protobułgarów, którzy po wysiedleniu ze wschodniej części Bułgarii naddunajskiej plemion Siewierców i Siedmiu Rodów osiedlili się w Dobrudży i wschodniej połaci Mezji Dolnej, w północno-wschodniej części obecnej Bułgarii. Mimo dopływu elementu protobułgarskiego, szczególnie Protobułgarów panońskich w IX wieku, dosyć szybko doszło do zmieszania Protobułgarów ze Słowianami i przejmowania przez Protobułgarów wzorców liczniejszej i wcześniej osiadłej na Bałkanach ludności słowiańskiej. Sporo protobułgarskich rodów wyginęło w czasie walk wewnętrznych w VIII i IX wieku pomiędzy stronnictwami anty- i prosłowiańskimi oraz po wprowadzeniu chrześcijaństwa w walkach bojarskiej opozycji pogańskiej z kniaziem Borysem Michałem. Ostatecznie po dwóch stuleciach od powstania państwa bułgarskiego Protobułgarzy zeslawizowali się. Pozostała po nich nazwa Bułgarii, szereg terminów dotyczących życia państwowego, silne elementy azjatyckie, głównie irańskie i tureckie, w sztuce bułgarskiej, organizacja państwa i koncepcja polityczna, która przetrwać miała upadek I państwa bułgarskiego w 1018 roku.

### Protobułgarzy Kubera
Również opowieść o Kubracie, czwartym synu Kubrata wydaje się służyć jedynie wyjaśnieniu występowania ludności protobułgarskiej w Panonii w państwie Awarów. Jej migracja nastąpiła bowiem wcześniej, w połowie VI wieku. Jakkolwiek nie brak głosów, że czwarty syn Kubrata jest tożsamy z Kuberem, który około 670 roku wypowiedział posłuszeństwo Awarom i na czele swego ludu złożonego po części z Protobułgarów, po części z autochtonów z rejonu Sirmium mówiących dialektami romańskimi oraz Słowian osiedlił się w Macedonii na ziemiach Cesarstwa Bizantyjskiego. Około 680 roku Kuber podjął nieudaną próbę zdobycia Tesaloniki. Protobułgarzy Panońscy mieli jeszcze odegrać znaczną rolę po upadku państwa awarskiego na początku IX wieku. Ziemie pomiędzy Cisą, Karpatami a Dniestrem wraz z obecnym Siedmiogrodem, opanowane przez Protobułgarów panońskich zostały wówczas połączone z Bułgarią naddunajską, a Protobułgarzy panońscy mocno wzmocnili liczebnie bardzo już w tym czasie zeslawizowanych Protobułgarów naddunajskich. Najprawdopodobniej spośród Protobułgarów panońskich wywodził się też nowy władca Bułgarii, chan Krum. Rządy władców z jego dynastii należą do najświetniejszego okresu w historii pierwszego państwa bułgarskiego.

### Protobułgarzy w Italii
Jeśli idzie o piątego syna to nie wydaje się aby w VII wieku Protobułgarzy nadal przemieszczali się znad Morza Czarnego do Italii. Opisy Teofanesa i Nicefora mogą mieć charakter symboliczny, mający na celu wyjaśnienie obecności Protobułgarów w Italii, którzy napływali tam wcześniej już od czasów Attyli. Część historyków uznaje jednak za możliwe, że historycy bizantyjscy nawiązują do wędrówki ludu Altseka, opisanej przez Pawła Diakona i uznaje Altseka za piątego syna Kubrata. Paweł Diakon piszący w VIII stuleciu notuje, że Protobułgarzy, którzy przywędrowali z Altsekiem mówią już po łacinie, lecz nadal pamiętają język turecki.

## Organizacja społeczna
Podstawową jednostką społeczną była wielorodzinna patriarchalna wspólnota koczownicza. Posiadała ona wspólne pastwiska, obozy koczownicze i stanowiące wspólną własność stada. Początkowo jej członkowie byli ze sobą spokrewnieni. Na czele takiego rodu stali naczelnicy rodowi posiadający znaczną władzę. Wszyscy członkowie rodu cieszyli się jednak swobodą osobistą. Niewolnikami byli głównie jeńcy wojenni. Rody łączyły się w plemiona.
Protobułgarzy w trakcie swoich dziejów wypracowali silną strukturę społeczną o charakterze wojskowym. Władzę zwierzchnią w imieniu Tängry, głównego bóstwa Protobułgarów, sprawował chan. Protobułgarzy uważali go za przywódcę religijnego i przypisywali na wpół boskie przymioty. Do chana należało spełnianie obowiązków kultowych, składanie ofiar, w tym ofiar z ludzi. Władza chana była dziedziczna. Rodem panującym był ród Dulo, do którego należeli Orchan, Kubrat i Asparuch. Za swe rządy chan odpowiadał przed ludem i mógł być, co jest charakterystyczne dla ustrojów wojskowych, złożony z tronu. Dodatkowo władzę chana ograniczała sześcio- lub dwunastoosobowa Rada składająca się z naczelników rodów (zwanych boili lub boilar – stąd „bojar”). Chan posiadał drużynę przyboczną.
Wojsko, w którym służyli wszyscy wolni członkowie plemienia, składało się wyłącznie z konnicy i odrębnych oddziałów łuczników. Konnica dzieliła się na lekką i ciężką. Wojownikami byli nie tylko mężczyźni, ale też kobiety, uzbrojeni we włócznie, miecze, łuki, lekkie pancerze, tarcze i hełmy. Oddziały dzieliły się na rody i plemiona. Miejsce w szyku bojowym wyznaczało usytuowanie siedzib rodów i plemion w stosunku do aułu chana.

## Życie codzienne, religia i kultura

### Gospodarka
Protobułgarzy byli ludem koczowniczym, trudniącym się pasterstwem stepowym. Hodowali głównie konie, które wykorzystywali, jako środek transportu podczas licznych wędrówek i najazdów, ale również bydło i drobny inwentarz (woły, krowy, owce, świnie i kozy). Rolnictwo rozwijało się wolniej i odgrywało rolę pomocniczą. Uprawiano głównie proso i jęczmień. W ścisłym powiązaniu z pasterską gospodarką rozwijało się rzemiosło: kowalstwo, obróbka skór i kości, kuśnierstwo, a także garncarstwo, obróbka żelaza, złotnictwo i budownictwo. Ceramika protobułgarska charakteryzowała się niezwykłym bogactwem kształtów, zdobnictwa i środków technicznych. Protobułgarzy bardzo wcześnie, pod wpływem kultury sarmacko-alańskiej, zaczęli stosować koło garncarskie.
Jakkolwiek ich gospodarka miała charakter przede wszystkim naturalny, prowadzili jednak handel z rolniczymi plemionami słowiańskimi, a zwłaszcza z bizantyńskimi ośrodkami na Krymie. Ośrodki te podupadły do tego stopnia, że w VI wieku zniknął z nich pieniądz, nadal wszakże zajmowały się wymianą towarów. Ślady kontaktów nie są zbyt liczne. Znajdowane w osiedlach protobułgarskich fragmenty amfor bizantyńskich świadczą, że Protobułgarzy sprowadzali oliwę i wino. Prawdopodobnie przedmiotem handlu były również przedmioty zbytku.

### Życie codzienne

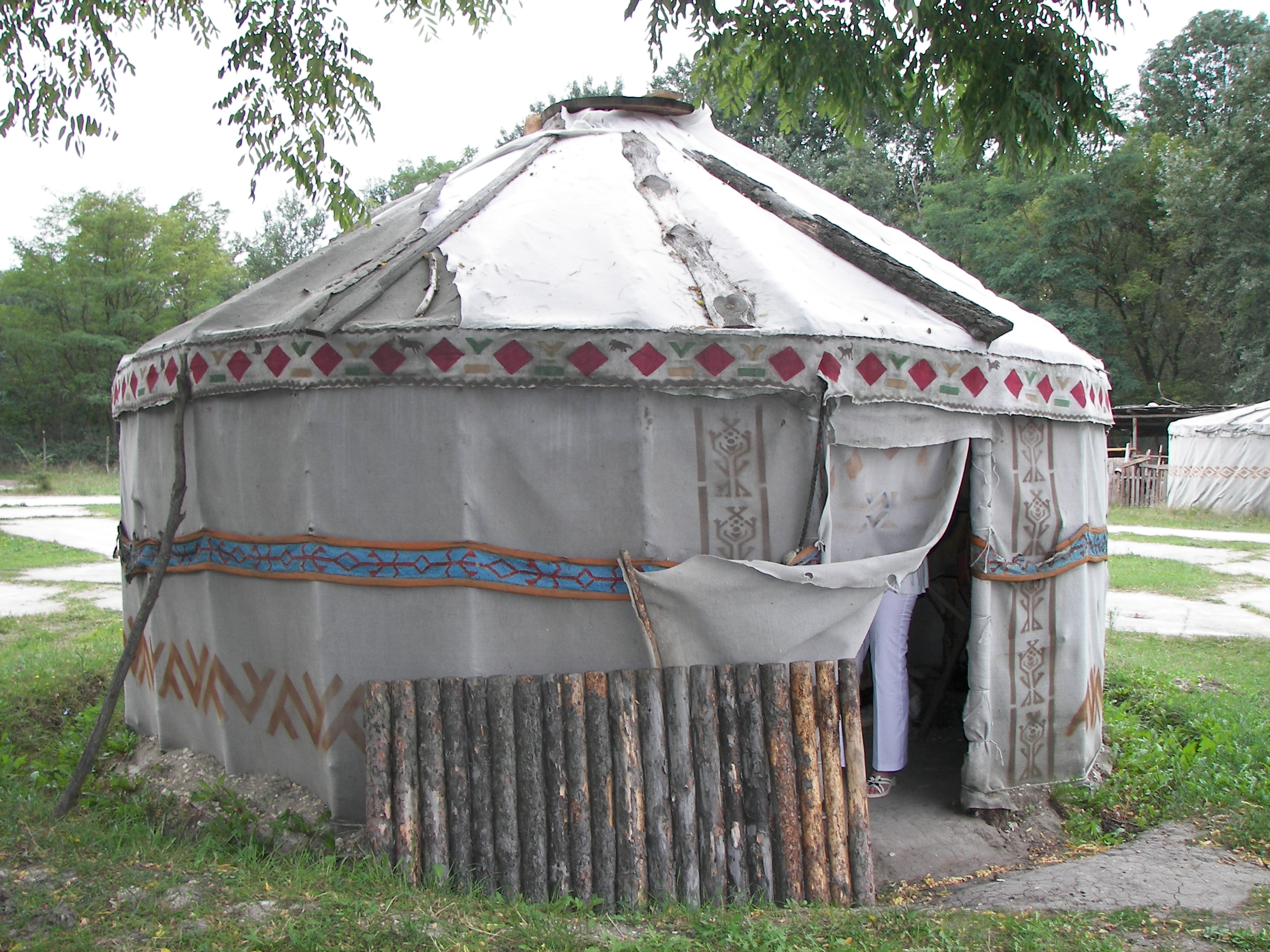
Jurta protobułgarska - rekonstrukcja osady protobułgarskiej pod Warną

Protobułgarzy przybyli do Europy prowadząc „ruchome” gospodarstwa hodowlane. Cała ludność rodu przenosiła się wraz ze stadami z miejsca na miejsce przez okrągły rok. Przybywszy na stepy nadczarnomorskie zmienili tryb życia: wędrując po stepie od wiosny do jesieni na zimę powracali do swych siedzib. Z czasem biedniejsza część ludności, posiadająca małe stada, które nie potrzebowały szerokich pastwisk stepowych, zaczęła zakładać również prowizoryczne obozy letnie. Osady zakładano zazwyczaj na brzegach rzek na terenach stepowych i leśno-stepowych. Początkowe koczownicze obozy letnie i zimowe, z czasem zastąpiły auły zamieszkane przez 20 do 30 rodzin, na czele których stała bogata rodzina zajmująca się hodowlą. Sytuacja taka trwała przez cały wiek V i VI, na początku VII wieku coraz częściej zaczęły się pojawiać w dolinach rzek osady rolnicze rozlokowane wokół kamiennych warowni. Niektóre z osad otaczano wałami i rowami obronnymi. Warownie wznoszono z bloków ciosanych z białego kamienia.
Protobułgarzy byli niscy i krępi, mieli szerokie twarze, wystające kości policzkowe, skośne oczy. Głowy golili, zostawiając na samym czubku głowy trochę włosów splecionych w warkocz. Nosili odzież u góry przylegającą do ciała, spiętą skórzanym pasem, niżej zaś swobodnie zwisającą do kolan. Pod wierzchnią suknią nosili spodnie i skórzane buty. Kolana spodni ozdabiali srebrnymi i złotymi guzami. Kobiety, najczęściej zawoalowane, nosiły szerokie spodnie (szarawary) i szarfy staników z ozdobami z żelaza, miedzi, szkła i skóry. Na wierzch wkładali kożuchy owcze obrócone wełną na zewnątrz i wysokie czapki z owczej skóry obszyte czerwonym materiałem. Odznaczali się higieną osobistą, budowali baseny dla codziennej kąpieli. Żywili się mięsem, w tym koniną jak również zsiadłym mlekiem.

### Religia
Religię Protobułgarów cechował skrajny synkretyzm. Najstarsze i najbardziej rozpowszechnione były wierzenia totemistyczne, według których poszczególne rody i gatunki zwierząt pochodziły od wspólnego zwierzęcego przodka, którego uważano za opiekuna rodu i wyobrażano, jako totem. Wspólnymi dla różnych rodów protobułgarskich totemami były: wilk, pies, tygrys. W ścisłym związku z tymi wierzeniami pozostawał kult duchów (ongonów) wyobrażanych w postaci zwierząt lub ptaków.
Najwyższym bóstwem Protobułgarów był Tängra lub Tängri – bóg nieba i stwórca świata, uważany za twórcę i pana wszechświata. Protobułgarzy czcili też słońce, księżyc, gwiazdy i zwierzęta, a niektóre plemiona miały idole ze złota, srebra i brązu. Głównym kapłanem był chan. Budowali świątynie – kapiszcza i stawiali bogom posągi, tak zwane kumiry. Czcili również kamienie. Wierzyli w życie pozagrobowe. Zmarłych chowali w wielkich kurhanach wraz z jedną z żon i sługami. Ich silne związki kulturowe z Iranem i Azją Centralną miały przynieść wspaniały rozkwit monumentalnej architektury i rzeźby w założonym przez Asparucha państwie bułgarskim.
Z końca VII wieku ze stepów nadczarnomorskich pochodzą znaleziska świadczące o protobułgarskich zwyczajach pogrzebowych. Swoich zmarłych Protobułgarzy grzebali w ziemi, w zwyczajnych, prostokątnych jamach. Zabitego w czasie obrządku pogrzebowego konia umieszczali bezpośrednio w grobie. Wyposażenie grobów przedstawiało się skromnie, składało się nań trochę ubrań, broni i ceramiki. Szczątki ludzkie odkryte w grobach oprócz cech europoidalnych posiadają wyraźne cechy mongoloidalne. Pod wpływem kultury sarmacko-alańskiej stopniowo zanikać zaczął turecki obrządek palenia ciał zmarłych. Obserwuje się go w tym okresie głównie w grobach bogato wyposażonych, świadczących o zamożności i wysokiej pozycji społecznej zmarłego. Do grobów takich należą nazwane od nazwy miejscowości, w pobliżu których zostały znalezione: skarb pereszczepiński, skarb ze wsi Głodosi i skarb ze wsi Wyzniesienka. Zarówno w Głodosi jak i Wyzniesience zwłoki zmarłego, po spaleniu, zostały złożone zgodnie ze starotureckim obrządkiem wprost do ziemi. Wraz ze zmarłym do ziemi złożono cenne przedmioty ze złota i srebra: monety, złote aplikacje i sprzączki do pasów, liczne złote i srebrne naczynia pochodzące z cesarstwa bizantyńskiego i sasanidzkiej Persji, jak również naczynia typowe dla ludów tureckich tej epoki. W Pereszczepinie wraz z wodzem pochowano jego konia w pełnej uprzęży, w Wyzniesience szczątki spalonych pancerzy i broni (siekier i szabel) wskazują, że oprócz wodza pochowano innych jeszcze zmarłych, być może wziętych do niewoli jeńców.

## Galeria

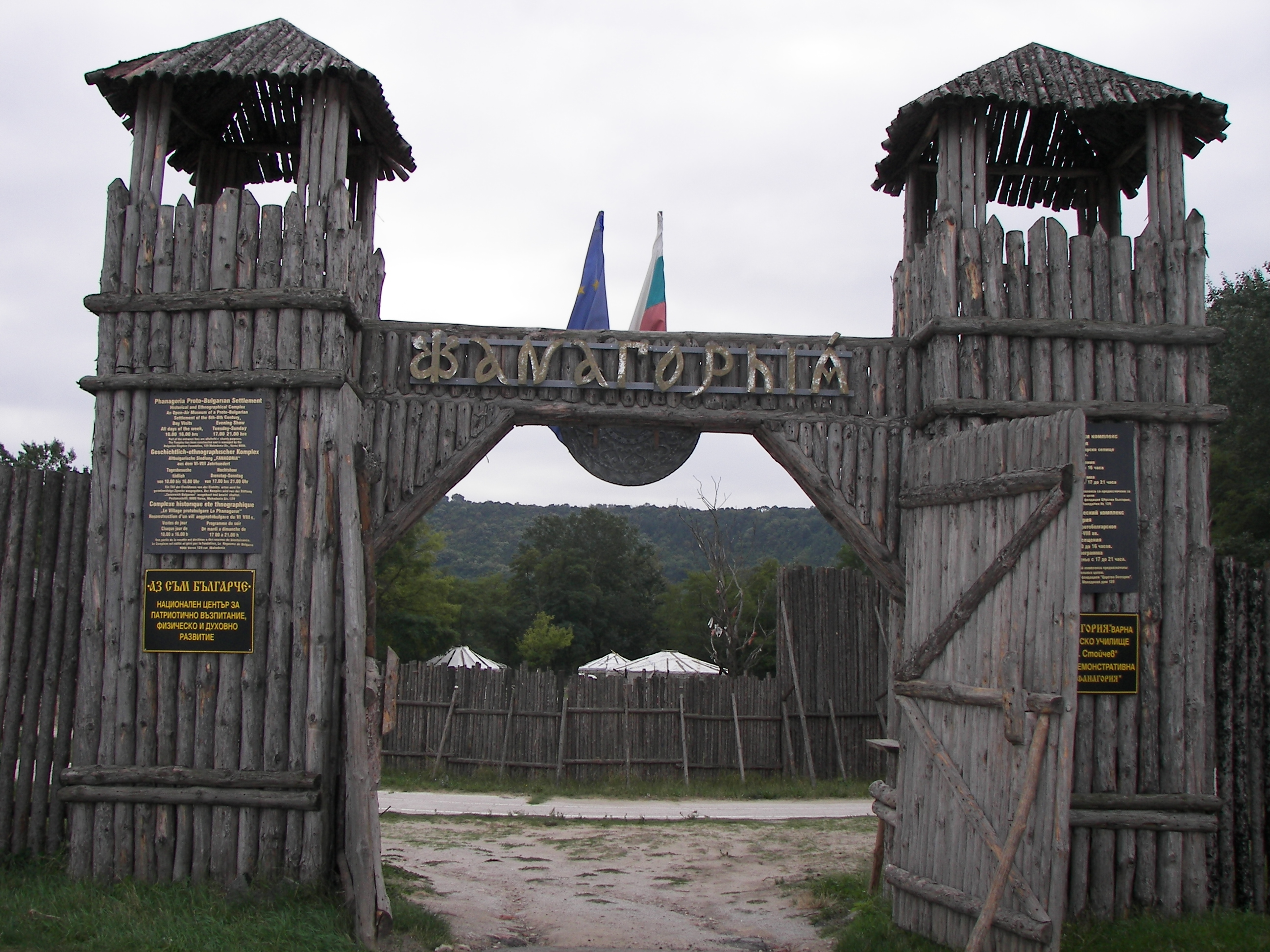
Rekonstrukcja prabułgarskiej miejscowości, niedaleko Warny
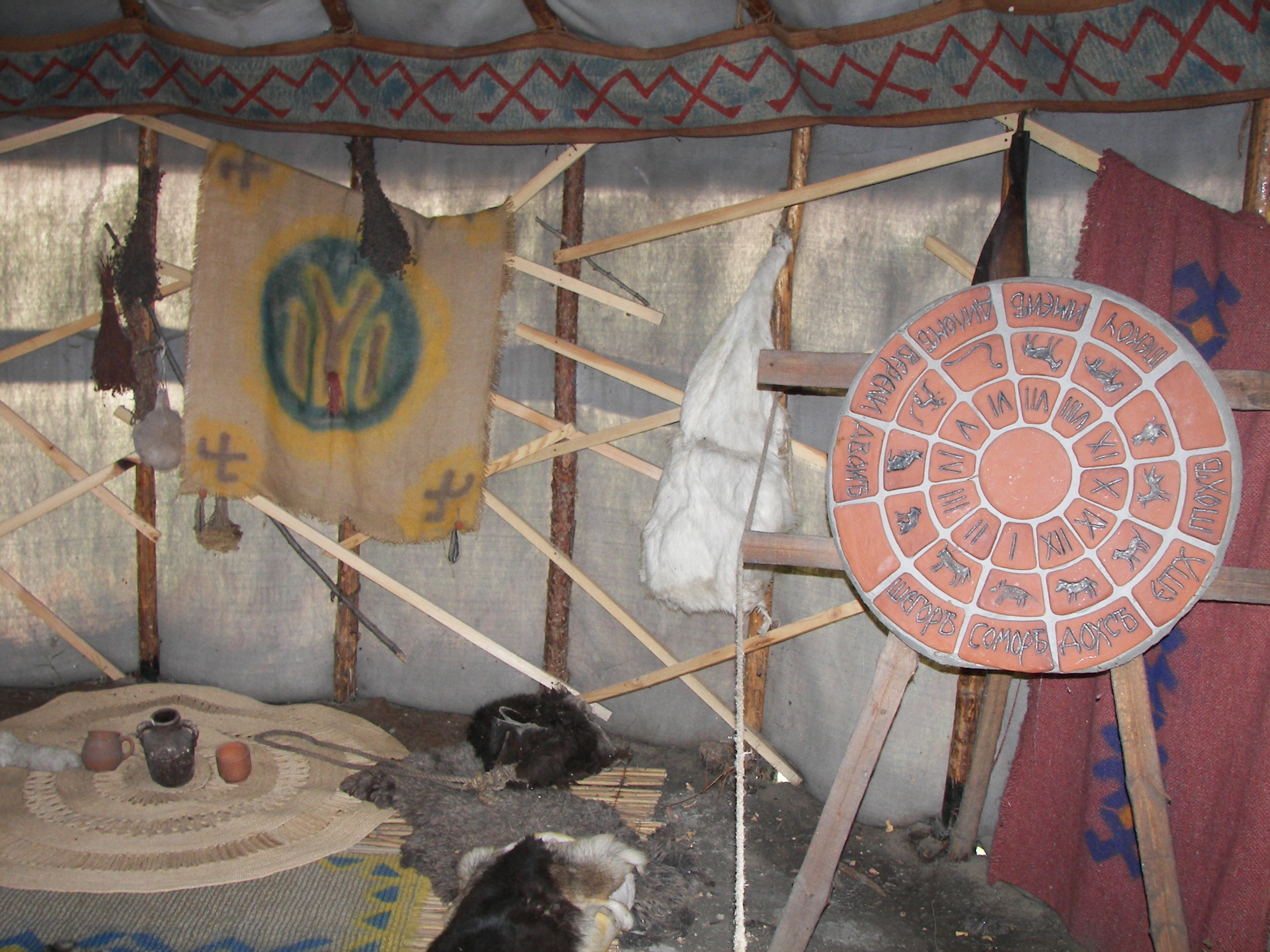
Wnętrze jurty
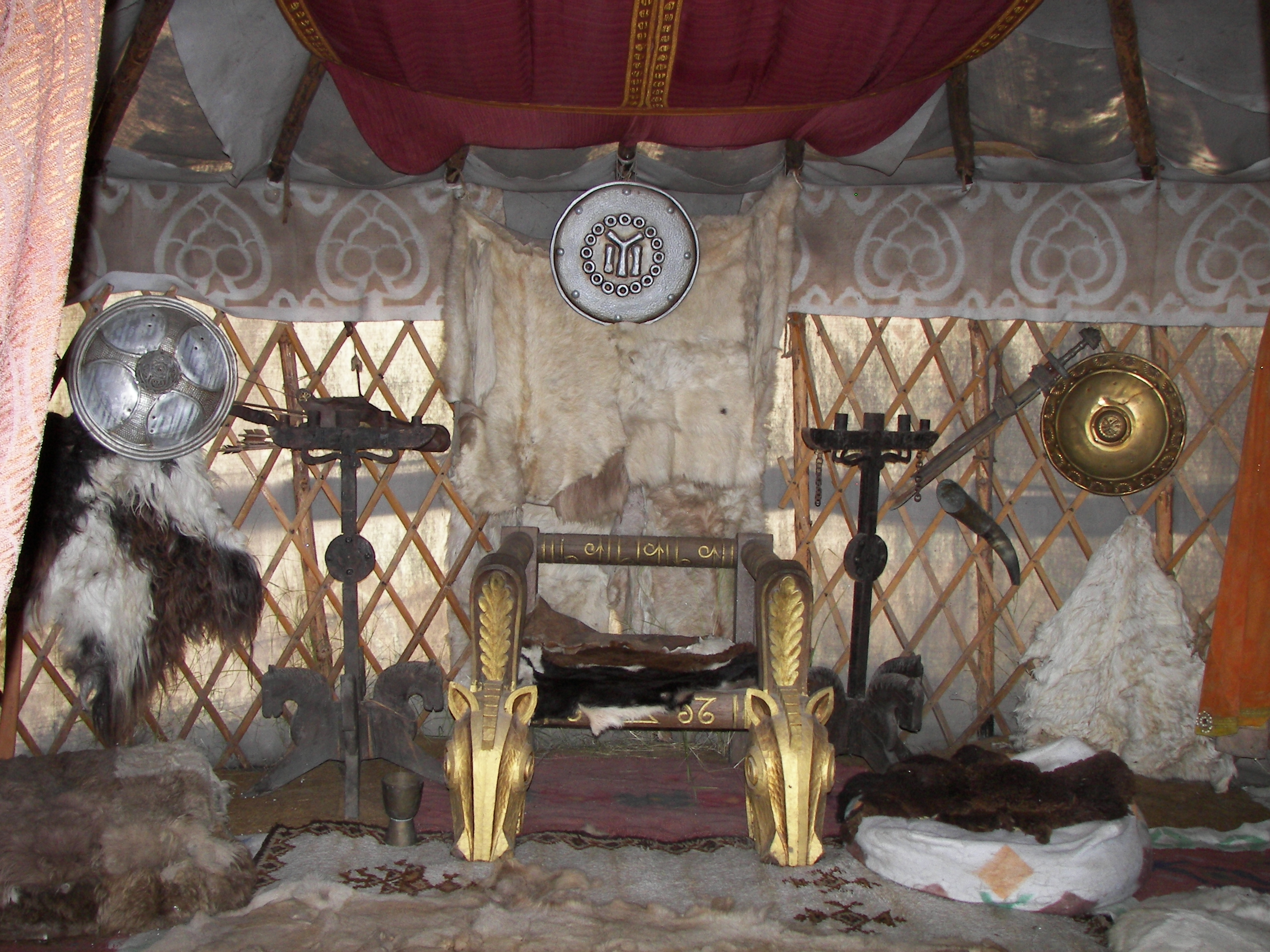
Wnętrze jurty